# Tuğberk Gedikli
Tuğberk Gedikli (Bursa, 13 ottobre 1991) è un cestista turco.